# Paraphalaenopsis thorntonii
Paraphalaenopsis thorntonii är en orkidéart som först beskrevs av Richard Eric Holttum, och fick sitt nu gällande namn av Alex Drum Hawkes. Paraphalaenopsis thorntonii ingår i släktet Paraphalaenopsis och familjen orkidéer. Inga underarter finns listade i Catalogue of Life.